# Vallée d'Aoste
Pour les articles homonymes, voir Vallée d'Aoste (homonymie).
La Vallée d'Aoste (/valeˈdɔst/  - en italien : Valle d'Aosta /ˈvalle daˈɔsta/, en francoprovençal : Val d'Outa /valˈduta/ ), communément appelée Val d'Aoste, est une région à statut spécial située dans le nord-ouest de l'Italie. Elle exerce également les prérogatives d'une province d'Italie.
Elle tire son nom de son chef-lieu, Aoste. Ses habitants sont appelés les Valdôtains. La superficie de la Vallée d'Aoste est de 3 263,25 km2. Elle est divisée en 74 communes regroupées en huit unités de communes.
Au 31 mai 2022, la population était de 123 102 résidents, ce qui en faisait la région la moins peuplée d'Italie, ainsi que la moins dense (39 hab./km2).
Région exclusivement francophone à partir du XVIe siècle, depuis le statut d'autonomie promulgué en 1948, les langues officielles sont le français et l'italien. Le valdôtain, dialecte francoprovençal officiellement reconnu au niveau régional, y est largement parlé. La Vallée d'Aoste est membre de l'Association internationale des régions francophones (AIRF) et de l'Assemblée parlementaire de la francophonie.

## Toponymie

### Attestations
En français, le nom officiel de la région est Région Autonome Vallée d'Aoste, ou (la) Vallée d'Aoste, prononcé [vä.ˈl̪e.ˈd̪ɔs̪t̪] ; par hypercorrection la prononciation [vä.ˈl̪e.d̪ɑˈɔs̪t̪] est fréquente en France. Cependant la forme (le) Val d'Aoste [väl̪.ˈd̪ɔs̪t̪]/[väl̪.d̪ɑ.ˈɔs̪t̪] est plus commune.
D'après le Lexique des règles typographiques en usage à l’Imprimerie nationale, p. 89-94, plus précisément d’après la note no 6 de la p. 90, s'agissant du nom français d'une unité administrative, le nom prend une capitale aux substantifs et aux adjectifs. En outre, d'après la même référence, leurs composants doivent être liés par des traits d'union, à l'exception de l'article initial. Dans ces conditions, s'agissant du nom d'une région administrative et non pas du nom d'une vallée, il n'y a pas lieu d'écrire « la vallée d'Aoste » (en évoquant la région, et non la vallée elle-même) mais : « la Vallée d'Aoste » (pour respecter la forme actuelle) ou « la Vallée-d'Aoste » (pour respecter les conventions typographiques de Wikipédia en français).
En italien, le nom officiel de la région est Regione Autonoma Valle d'Aosta ou (la) Valle d'Aosta [ˈvä.lːe.d̪ä.ˈɔsːt̪ä], mais la forme Val d'Aosta [ˈväl̪ː.d̪ä.ˈɔsːt̪ä] est très commune. L'adjectif correspondant est valdôtain en français, valdostano en italien.
En arpitan, dans sa variante valdôtaine, le nom de la région est (la) Val d'Outa [val.ˈduta] et Réjón otonomma Val d'Outa ; le digraphème st (de Aoste) peut être prononcé [t ~ ht ~ st ~ ç] selon les parlers, en particulier dans la basse vallée. L'adjectif correspondant est vâldoten.
En walser, on dit Augschtalann à Issime et Ougstalland dans les deux communes de Gressoney-Saint-Jean et Gressoney-La-Trinité.

### Étymologie
Le nom de la Vallée d'Aoste est lié à la présence de la ville d'Aoste, capitale administrative et ville principale dont le nom est lui-même issu du latin Augusta Prætoria Salassorum, puis Augusta, la ville ayant été fondée durant le règne de l'empereur Auguste.

## Géographie

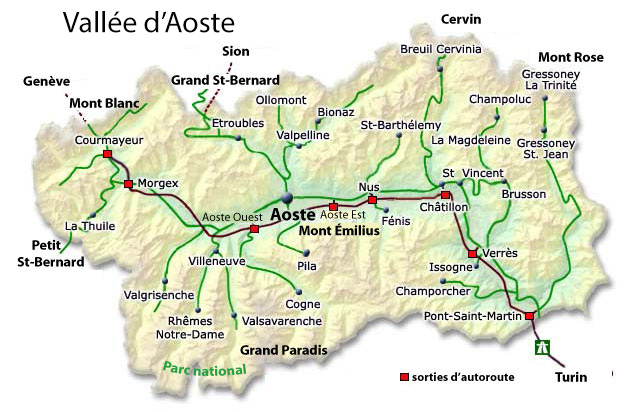
Carte de la Vallée d'Aoste.

### Localisation

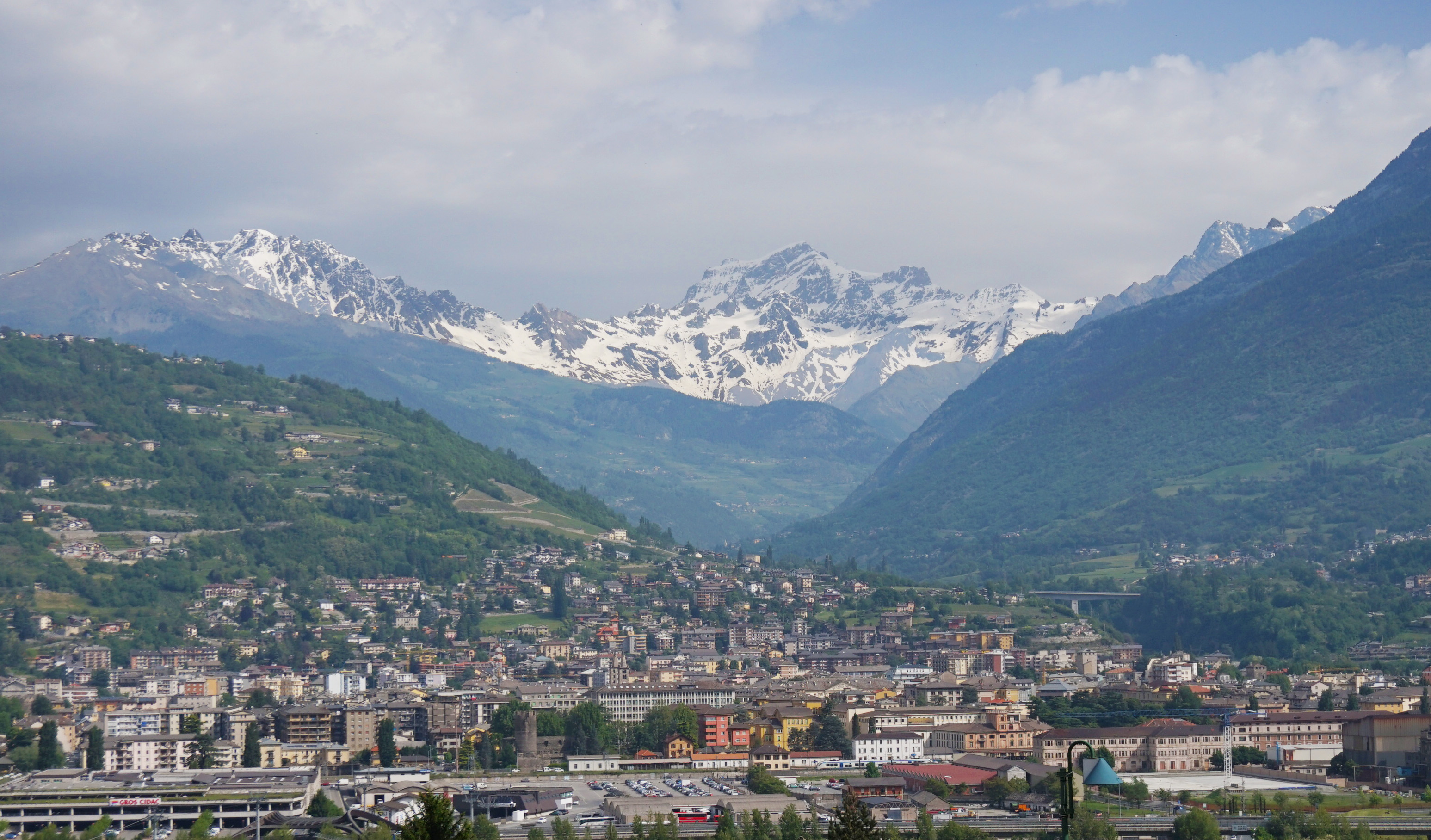
Vue d'Aoste depuis Charvensod. À l'arrière-plan, le Grand Combin.

La Vallée d'Aoste correspond à la haute vallée de la Doire Baltée. Administrativement, elle jouxte au nord le canton du Valais (district d'Entremont, d'Hérens et de Viège) en Suisse, à l'ouest les Pays de Savoie (région Auvergne-Rhône-Alpes, en France), au sud et à l'est les provinces de Bielle et de Verceil et la ville métropolitaine de Turin (région Piémont, en Italie).

### Relief et géologie
- Superficie : 3 262 km2 sur 100 km de long et 65 km de large
- 14 vallées latérales.

Sites particuliers :
- Plusieurs montagnes célèbres : le mont Blanc, le mont Rose, le Cervin, le Grand Paradis, la tête du Ruitor.

### Hydrographie
- 400 lacs, 210 glaciers.

### Climat
Le climat de la Vallée d'Aoste est de type continental montagnard. Les hivers sont froids et neigeux et la saison estivale douce avec parfois des épisodes orageux. Les précipitations sont en général équitablement réparties sur l'année.
| Mois                              | jan. | fév. | mars | avril | mai  | juin | jui. | août | sep. | oct. | nov. | déc. | année |
| --------------------------------- | ---- | ---- | ---- | ----- | ---- | ---- | ---- | ---- | ---- | ---- | ---- | ---- | ----- |
| Température minimale moyenne (°C) | −4   | −2,5 | 0,5  | 4,2   | 8,2  | 11,4 | 13,4 | 12,8 | 10,4 | 5,9  | 1,2  | −2,5 | 4,9   |
| Température moyenne (°C)          | −0,1 | 1,7  | 5,4  | 9,3   | 13,6 | 17   | 19,2 | 18,4 | 15,6 | 10,5 | 4,9  | 1,1  | 9,7   |
| Température maximale moyenne (°C) | 3,9  | 5,9  | 10,4 | 14,5  | 19   | 22,7 | 25,1 | 24,1 | 20,8 | 15,1 | 8,7  | 4,8  | 14,6  |
| Précipitations (mm)               | 51   | 60   | 56   | 64    | 81   | 81   | 64   | 82   | 68   | 65   | 75   | 58   | 805   |

### Voies de communication et transports

#### Réseau routier

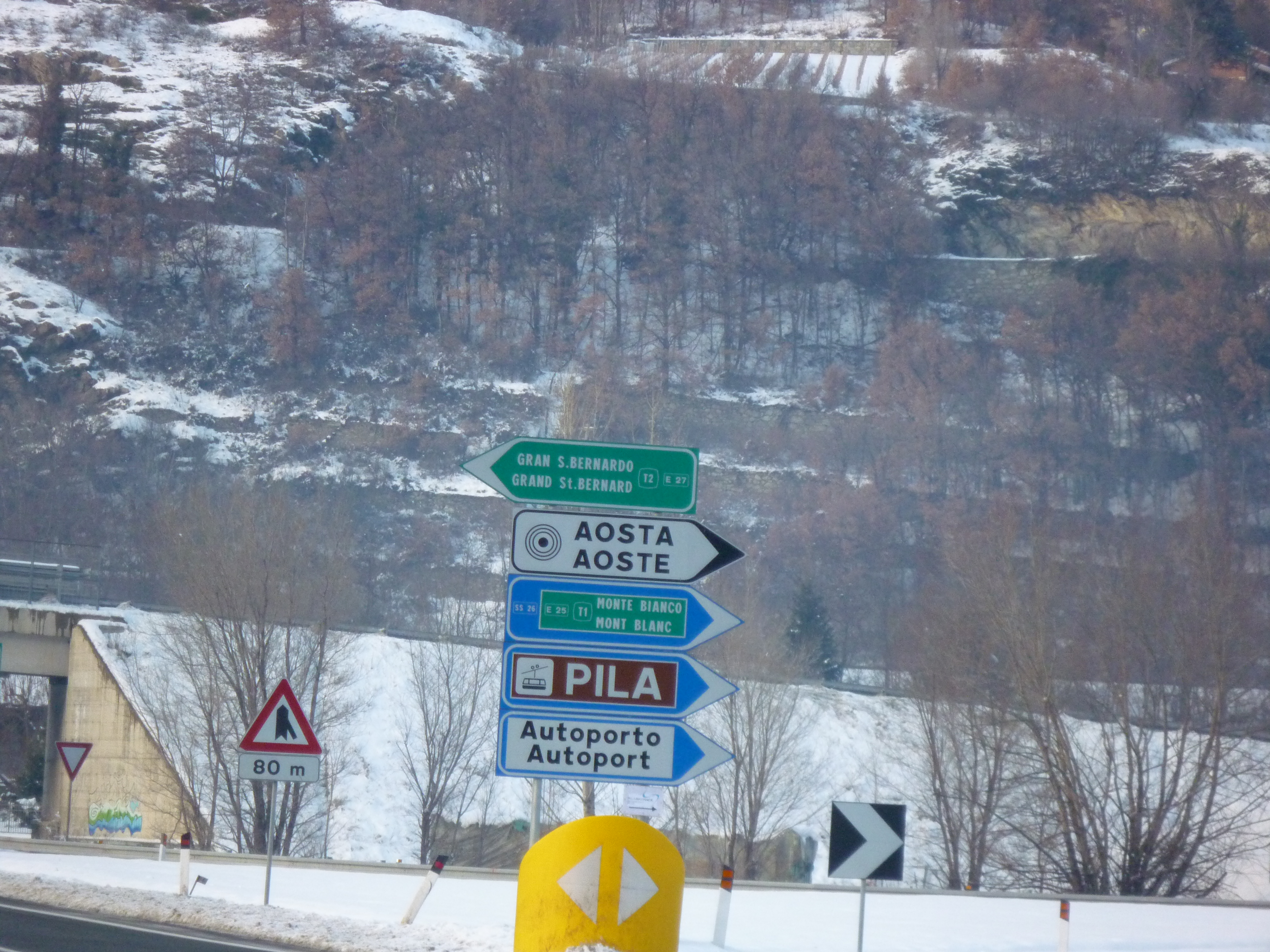
Panneaux bilingues italien-français au carrefour A5-RN27 au Villair de Quart.

La Vallée d'Aoste est parcourue par la route nationale 26, qui se termine au col du Petit-Saint-Bernard, à la frontière française avec la Savoie, et par l'autoroute A5, qui se termine au tunnel du Mont-Blanc (frontière française avec la Haute-Savoie).
La route nationale 27 commence à Aoste et mène au tunnel du Grand-Saint-Bernard, avant de poursuivre jusqu'au col du même nom (frontière suisse avec le Valais).
La Vallée d'Aoste est traversée par l'autoroute A5, gérée par la Société des autoroutes valdôtaines (SAV) avec les péages de Pont-Saint-Martin, Verrès, Châtillon/Saint-Vincent, Nus et Aoste Est.
Le tronçon de la sortie Aoste est géré jusqu'au tunnel du Mont-Blanc par la Société RAV.
| Routes nationales                                                                     |
| ------------------------------------------------------------------------------------- |
| - Route nationale 26 de la Vallée d'Aoste - Route nationale 27 du Grand-Saint-Bernard |

| Routes régionales                        |
| ---------------------------------------- |
| - Routes régionales de la Vallée d'Aoste |

Cols routiers

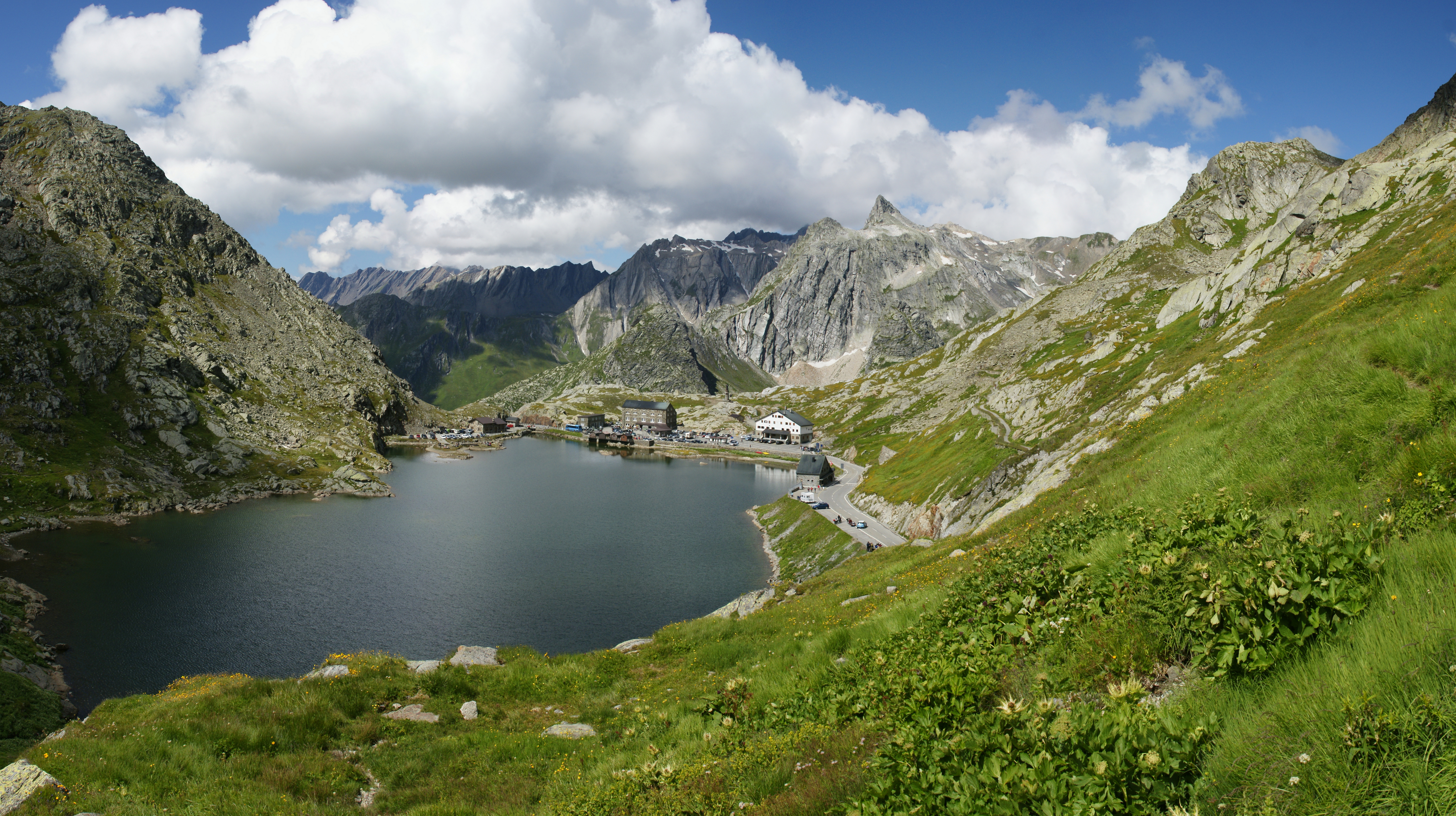
Le col du Grand-Saint-Bernard, côté valdôtain.

- Col du Petit-Saint-Bernard (2 188 m)
- Col du Grand-Saint-Bernard (2 469 m)
- Col du Nivolet (2 567 m)

Tunnels
- Tunnel du Mont-Blanc
- Tunnel du Grand-Saint-Bernard
- Tunnel du Menouve, le premier tunnel envisagé, jamais achevé.

Distances
|                               | Aoste | Saint-Vincent | Pont-Saint-Martin | Cogne | Tunnel du Mont-Blanc | Tunnel du Grand-Saint-Bernard |
| ----------------------------- | ----- | ------------- | ----------------- | ----- | -------------------- | ----------------------------- |
| Aoste                         | ----- | 21 km         | 45 km             | 33 km | 43 km                | 30 km                         |
| Saint-Vincent                 | 21 km | -----         | 23 km             | 54 km | 64 km                | 51 km                         |
| Pont-Saint-Martin             | 45 km | 23 km         | -----             | 78 km | 88 km                | 75 km                         |
| Cogne                         | 33 km | 54 km         | 78 km             | ----- | 76 km                | 63 km                         |
| Tunnel du Mont-Blanc          | 43 km | 64 km         | 88 km             | 76 km | -----                | 73 km                         |
| Tunnel du Grand-Saint-Bernard | 30 km | 51 km         | 75 km             | 63 km | 73 km                | -----                         |

#### Transport en commun
La Vallée d'Aoste est desservie et reliée aux régions limitrophes par les lignes de la Société d'autoservices de la Vallée d'Aoste, abrégé en SAVDA, ainsi que par le réseau d'autocars privés TransferVallée.

#### Transport ferroviaire

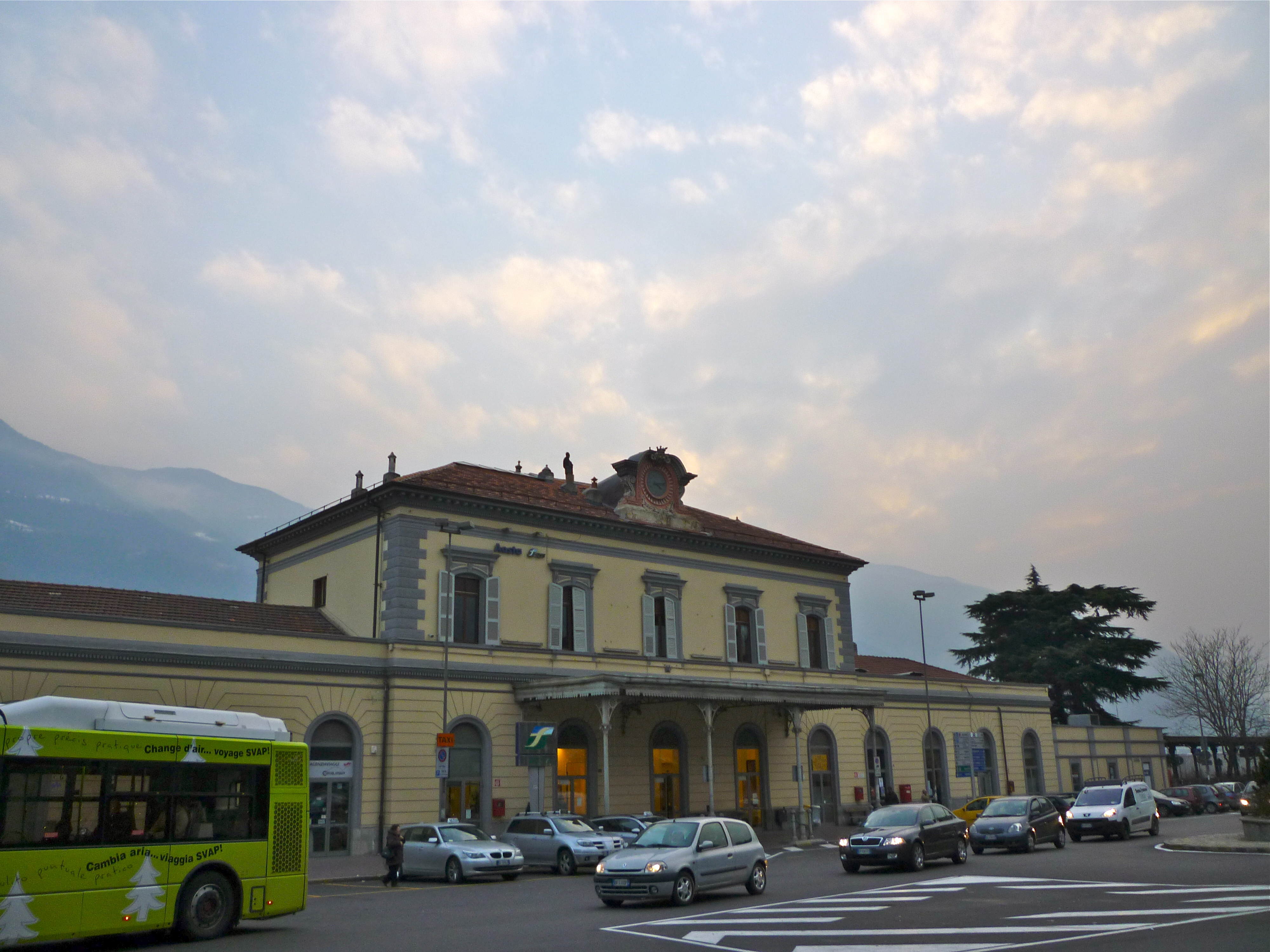
La gare d'Aoste.

Le réseau ferré valdôtain, divisé entre la ligne Chivasso - Aoste et la ligne Aoste - Pré-Saint-Didier, se compose de 161 kilomètres de chemin de fer et de seize gares.
La ligne de chemin de fer Chivasso - Aoste relie Aoste à Turin, tandis que la liaison avec la haute Vallée d'Aoste est assurée par la ligne Aoste - Pré-Saint-Didier. Depuis 2024, la ligne entre Aoste et Ivrée fait l'objet de travaux de renouvellement. Le trafic ferroviaire est assuré par des bus de remplacement. La ligne Aoste - Pré-Saint-Didier a été désaffectée en 2015.
La direction régionale a acheté en 2009 sept Minuettos pour améliorer le service. Dans cette perspective, des accords avec Trenitalia visent à décentrer la direction au niveau local. De nouveaux automoteurs Stadler sont mis en service depuis 2018, aux couleurs régionales avec inscriptions bilingues ; ils ont la particularité d'être bimodaux (3 000 V continu entre le Piémont et Ivrée, puis mode diesel entre Ivrea et Aoste).
Les billetteries se situent à Aoste, Châtillon, Verrès et Pont-Saint-Martin.
L'ancienne ligne de chemin de fer Cogne - Eaux-Froides est aujourd'hui désaffectée.

#### Transport aérien
Le seul aéroport de la région est l'aéroport de la Vallée d'Aoste (aéroport régional Corrado Gex) situé à la localité Grand-Chemin de Saint-Christophe, à deux kilomètres d'Aoste.

## Histoire

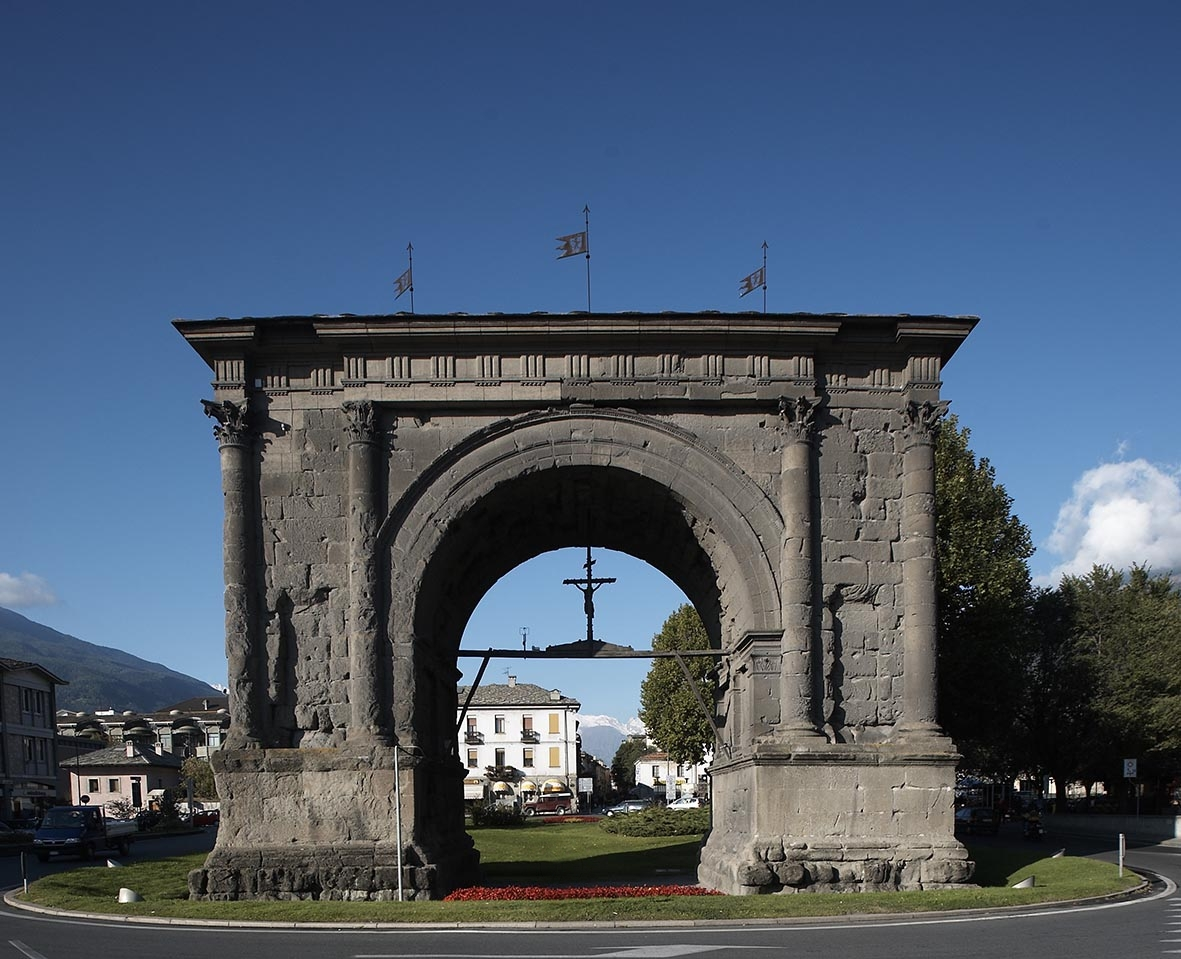
L'arc d'Auguste à Aoste.

Ancienne colonie romaine, elle a ensuite fait partie du royaume des Burgondes, de l'Empire carolingien et du royaume de Bourgogne (comté et diocèse d'Aoste), du royaume d'Arles puis des États de Savoie, comme duché d'Aoste (1536), avant son intégration à l'Italie en 1860. Lors des conquêtes révolutionnaires, elle fut associée à la République française sous deux républiques sœurs successives : la brève République piémontaise proclamée à Turin en 1798, puis, après la deuxième campagne d'Italie, l'éphémère République subalpine. Elle intègre ensuite la France lors de la création du département de la Doire en 1802, constituant l'arrondissement d'Aoste jusqu'à la fin du Premier Empire, en 1814.
Longtemps située à l'intersection des axes militaires et commerciaux stratégiques entre la France, la Suisse et l'Italie, Aoste ou « la Petite Rome des Alpes » conserve des traces importantes de son histoire comme :
- le site mégalithique de Saint-Martin-de-Corléans ;
- l'arc de triomphe d'Auguste ;
- les portes romaines d'Aoste ;
- le théâtre romain d'Aoste capable d'accueillir 4 000 spectateurs, et l'amphithéâtre.

La Vallée d'Aoste est aussi un lieu de passage ancien, par le Grand-Saint-Bernard, pour les pèlerins se rendant à Rome. Saint-Rhémy-en-Bosses, Aoste et Pont-Saint-Martin sont trois étapes de la Via Francigena, mentionnées à ce titre par Sigéric, en 990.

## Urbanisme
La Vallée d'Aoste est divisée en 74 communes et abrite plus de 1 000 hameaux et 100 châteaux.

### Subdivision du territoire
La Vallée d'Aoste est la seule région italienne qui présente une province unique. Les pouvoirs administratifs provinciaux sont absents, ayant été réunis au niveau régional. Elle est divisée en 74 communes, dont les plus peuplées sont :
| Position | Blason                      | Commune           | Population (hab.) | Altitude (mètres) | Superficie (km²) |
| -------- | --------------------------- | ----------------- | ----------------- | ----------------- | ---------------- |
| 1re      | Blason d'Aoste              | Aoste             | 34 110            | 583               | 21,39            |
| 2e       | Blason de Sarre             | Sarre             | 4 759             | 625               | 28,28            |
| 3e       | Blason de Châtillon         | Châtillon         | 4 454             | 549               | 39,68            |
| 4e       |                             | Saint-Vincent     | 4 402             | 575               | 20,57            |
| 5e       | Blason de Quart             | Quart             | 4 051             | 535               | 62,05            |
| 6e       | Blason de Pont-Saint-Martin | Pont-Saint-Martin | 3 543             | 345               | 6,92             |
| 7e       |                             | Saint-Christophe  | 3 407             | 619               | 14,74            |
| 8e       | Blason de Gressan           | Gressan           | 3 395             | 626               | 25,30            |
| 9e       | Blason de Saint-Pierre      | Saint-Pierre      | 3 201             | 676               | 26,18            |
| 10e      | Blason de Nus               | Nus               | 2 968             | 529               | 57,36            |

## Politique et administration

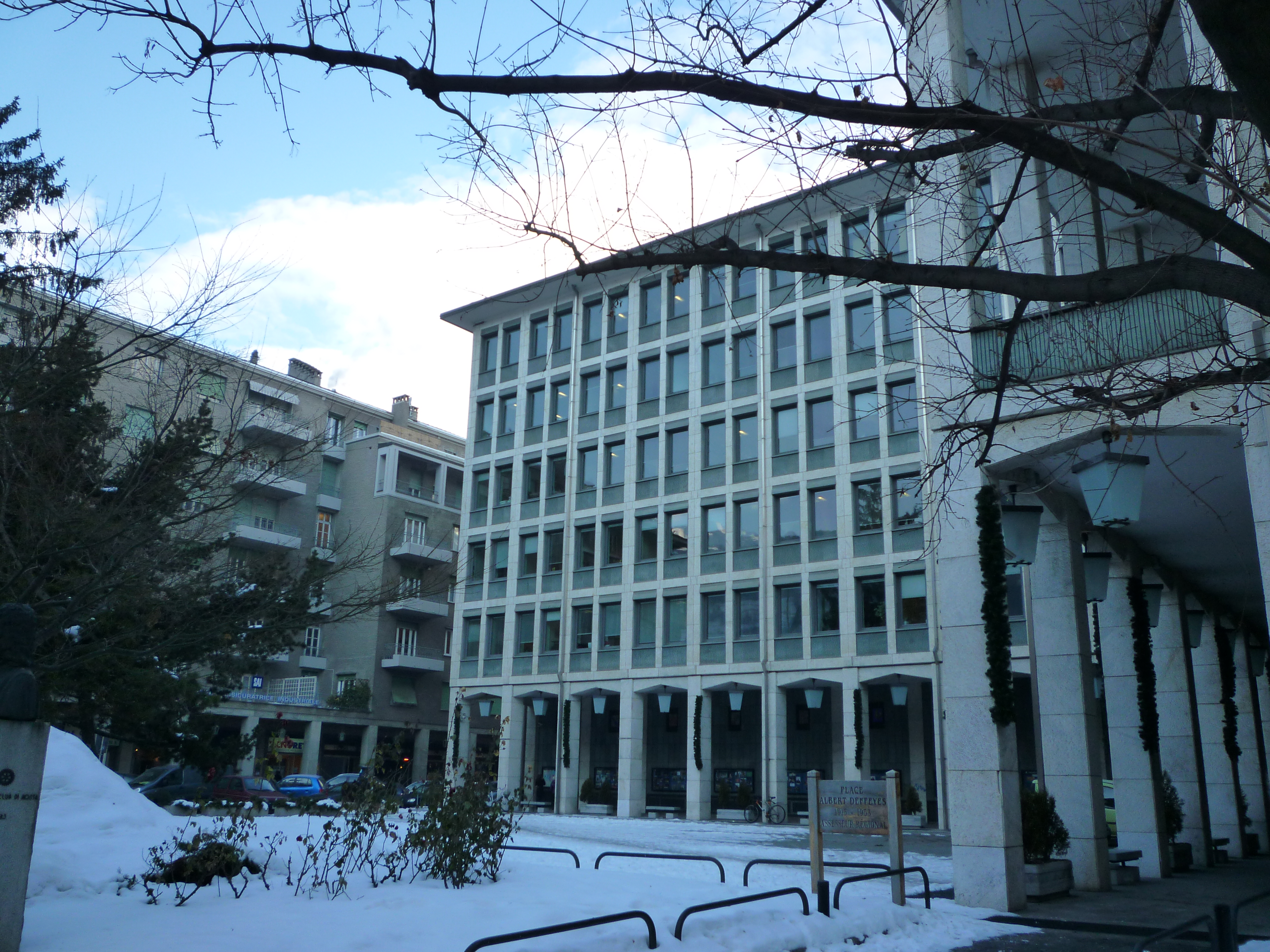
Le palais régional, siège du gouvernement, place Albert-Deffeyes à Aoste.

La Vallée d'Aoste est une région à statut spécial. Ses organes administratifs jouissent d'une large autonomie du gouvernement central italien, non seulement en ce qui concerne la politique régionale, mais aussi dans d'autres domaines sensibles, strictement liés à l'économie de cette région alpine. En particulier, les pouvoirs locaux disposent d'une large autonomie en matière de gestion des ressources hydriques, de l'énergie hydroélectrique, des ressources naturelles et de l'agriculture.
L'autonomie financière est très large : plus de 90 % des impôts perçus restent à la disposition des autorités locales.
La Vallée d'Aoste possède son propre Corps forestier, ainsi que son propre corps des sapeurs-pompiers.

### Junte
La junte est le gouvernement de la Vallée d'Aoste. Le président est Renzo Testolin depuis le 2 mars 2023.

### Conseil
Le conseil de la Vallée d'Aoste constitue l'organe législatif. Il est composé de trente-cinq conseillers élus au suffrage universel pour un mandat de cinq ans. Il vote les lois régionales et élit la junte régionale.
À l'issue des élections régionales de septembre 2020, la majorité réunit l'Union valdôtaine (UV) et le Projet civique et progressiste (PCP), formé autour du Parti démocrate (PD), qui ont sept sièges chacun, l'Alliance valdôtaine (AV), qui regroupe l'Union valdôtaine progressiste (UVP), Autonomie Liberté Participation Écologie (ALPE), Stella Alpina (SA) et Italia Viva (IV), avec quatre sièges, et enfin Vallée d'Aoste unie et ses trois sièges.
L'opposition est principalement constituée par les onze élus de la Ligue du Nord et des trois élus de Pour l'autonomie.

## Population et société

### Démographie
En raison de la morphologie de son territoire, la Vallée d'Aoste est non seulement la région la moins peuplée d'Italie, mais aussi celle qui présente la plus basse densité de population. Les habitants sont distribués de façon assez irrégulière : plus d'un tiers se concentre dans la ville d'Aoste et ses environs, et dans les communes limitrophes (la Plaine d'Aoste). Le reste de la population habite surtout les agglomérations majeures de la moyenne et de la basse vallée (voir paragraphe précédent), alors que les hautes vallées sont en général dépeuplées, excepté les principales stations de ski et de tourisme.
En raison de son affinité linguistique avec la France et la Suisse romande, la Vallée d'Aoste a été caractérisée dans le passé par un important phénomène d'émigration, en particulier vers Paris (la commune de Levallois-Perret notamment) et vers Genève. Ce flux migratoire, saisonnier au début, acquiert un caractère stable et une entité massive aux années 1920, à la suite de l'installation de l'usine sidérurgique Cogne à Aoste, liée à l'exploitation de mines de Cogne et de La Thuile, et insérée dans le cadre d'« italianisation » forcée de la région voulu par Benito Mussolini. Ce projet, visant à déraciner la langue française et le francoprovençal de la Vallée d'Aoste, prévoyait un flux de travailleurs de l'Italie, notamment de la Vénétie et de la Calabre, ce qui poussa les Valdôtains à quitter leur pays après s'être rendu compte qu'il ne leur appartenait plus[réf. nécessaire]. Ce changement a eu des répercussions à long terme : aujourd'hui 4 % de la population aostoise est originaire de San Giorgio Morgeto, en Calabre. Inversement, la communauté valdôtaine de Levallois-Perret continue d'affirmer son identité et garde bien vivants les liens avec le pays natal, à travers surtout de nombreuses initiatives organisées par l'administration régionale en collaboration avec ses bureaux de représentation à Paris (la Maison du Val d'Aoste, récemment inaugurée, qui vient de remplacer l'Espace Vallée d'Aoste), parmi lesquelles la Rencontre des émigrés (organisée chaque année dans une commune différente de la Vallée d'Aoste) et l'arbre de Noël des émigrés de Levallois-Perret.
Il faut remarquer aussi le flux migratoire provenant du Maghreb, plus récent et favorisé par la connaissance de la langue française, qui fournit de la main-d'œuvre pour l'élevage et la production du fromage.
La population était de 124 812 habitants à la fin de 2006, dont 5 534 étrangers (4,4 %). Pendant la même année, 1 250 naissances (10,0 ‰) et 1 242 décès (10,0 ‰) ont été enregistrés, ce qui marque une croissance presque nulle (huit unités). Les foyers sont composés en moyenne par 2,2 membres, le taux de nuptialité était de 3,4 mariages pour mille habitants en 2005, dont 61,8 % religieusement.

#### Citoyens étrangers
Le 31 décembre 2008, les citoyens étrangers résidant dans la région étaient au nombre de 7 509. Les principaux pays d'origine sont les suivants :
- Maroc 2 065 ;
- Roumanie 1 586 ;
- Albanie 825 ;
- Tunisie 522 ;
- France 262.

### Justice
La prison régionale se situe aux Îles de Brissogne.

### Santé
Le Secours alpin valdôtain assure le service de secours en montagne pour la région.

### Médias

#### Presse
Le quotidien national turinois La Stampa dédie un espace à la Vallée d'Aoste, en vertu de la présence d'une rédaction locale. Le Sole 24 Ore dédie une demi-page aux nouvelles économiques concernant la région autonome Vallée d'Aoste.
Les quotidiens en ligne (majoritairement italophones) de la Vallée sont :
- AostaOggi.it[8] ;
- AostaSera.it[9] ;
- Aostacronaca.it[10].

Sur le territoire valdôtain sont présents aussi des hebdomadaires régionaux, majoritairement italophones :
- La Vallée ;
- La Gazette matin ;
- Il Corriere della Valle / Le courrier de la Vallée (hebdomadaire du diocèse d'Aoste).

Les périodiques politiques et culturels sont :
- Le peuple valdôtain[11], entièrement en français, de l'Union valdôtaine ;
- Le Flambeau[12], quadrimestriel publié en français et en valdôtain, bulletin d'information du Comité des traditions valdôtaines ;
- Le Messager valdôtain, périodique annuel d'information et de culture valdôtaine traditionnelle par excellence.

La Vallée d'Aoste est membre de l'Union de la presse francophone (UPF) en tant que région, ce qui représente un cas unique puisque l'État italien n'y participe pas.

#### Radio
La diffusion d'émissions et de musique en langue française est assurée, à côté des émissions en italien, outre par la Rai Radio 1, par des stations locales (Radio 101, Radio 2).

#### Télévision
Selon le Comité régional des communications (CORECOM), les programmes d'information de la télévision d'État (RAI) sont en italien (83 %), suivi par le français (10 %) et le valdôtain (7 %).
La RAI a installé un multiplex spécial pour la Vallée d'Aoste, utilisant la TNT en clair, en norme DVB-T MPEG 2 SD (MP @ML) Main profile@Main Level. En 2022, ce multiplex utilisera la norme DVB-T2 H 264 qui remplacera totalement la norme DVB-T MPEG 2 SD. Ce multiplex comporte trois chaînes francophones :
- TV5 Monde Europe ;
- France 2 ;
- RTS Un, selon accord sur les droits d'auteur entre la SSR et la région autonome Vallée d'Aoste : les émetteurs terrestres décryptent la RTS 1 transmise par le satellite Hot Bird sur 13° Est, pour rediffuser dans la norme utilisée par la TNT.

### Cultes
La vallée relève du diocèse d'Aoste.

## Économie

### Tourisme

#### Hôtellerie
La Vallée d’Aoste compte plus de cinq cents petits hôtels de trois à quatre étoiles, dont la plupart sont gérés par des familles.
Ouvert en 1947, le Grand Hôtel Billia à Saint-Vincent comprend un centre de congrès et un théâtre, accueillant des rencontres culturelles et en particulier les Grolles d'Or, prix du cinéma de la télévision italienne.

#### Randonnée

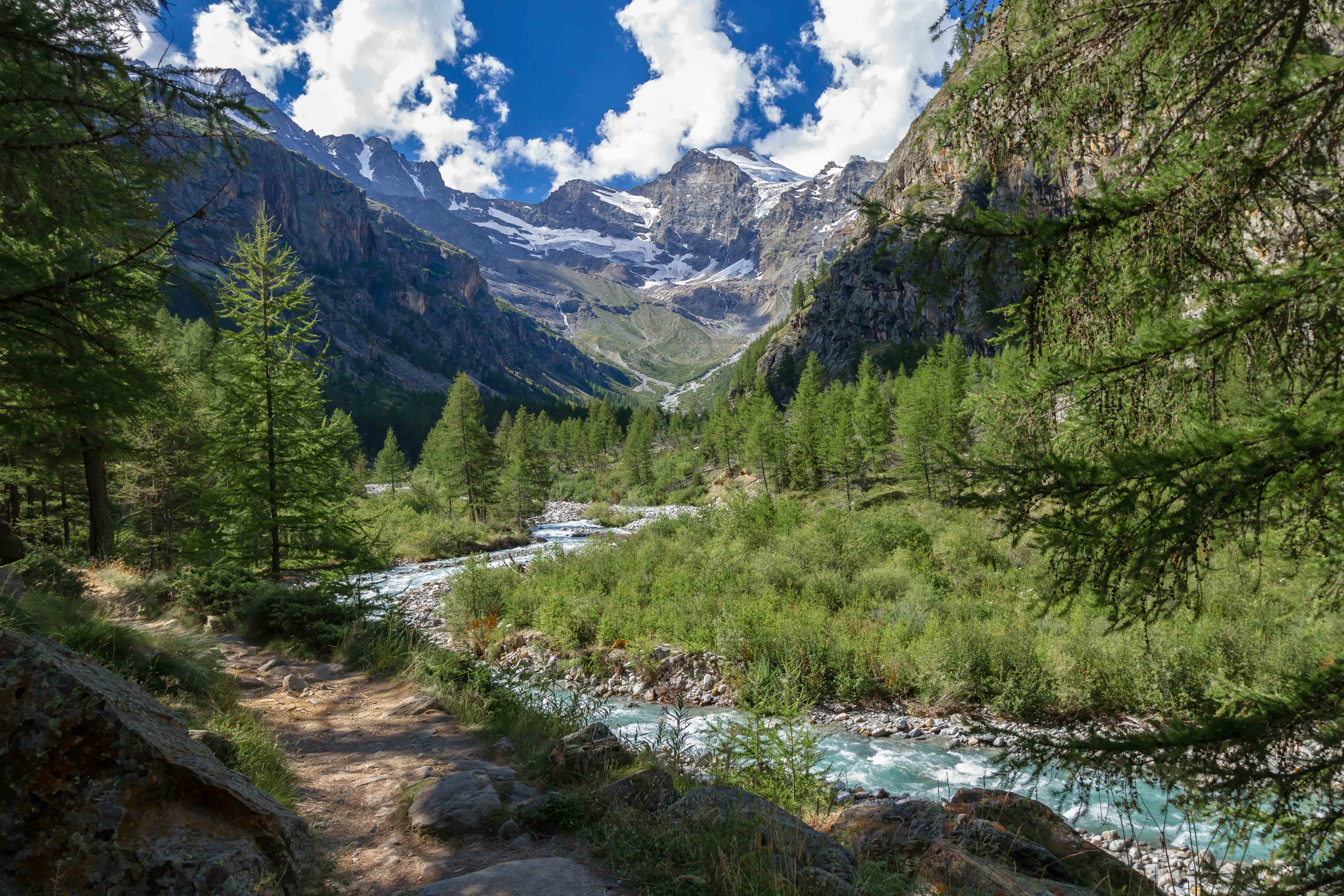
Vue du haut Valnontey, dans le parc national du Grand-Paradis.

La pratique de la randonnée est sans aucun doute l'un des principaux volets du tourisme estival en Vallée d'Aoste, entre autres dans le parc national du Grand-Paradis et dans le parc naturel régional du mont Avic.
La région est concernée notamment par quatre parcours :
- la Haute Route no 1 ;
- la Haute Route no 2 ;
- le Tour du Mont-Blanc ;
- le Tour du Mont-Rose.

La basse Vallée d'Aoste est également concernée par le parcours de la Via Alpina.
Sur le territoire sont présents de nombreux refuges, constituant à la fois la destination d'une randonnée ou bien l'étape pour une ascension.

#### Sports d'hiver
Les principales stations de sports d'hiver sont :
- Pour le ski de descente :
  - Courmayeur (domaine skiable de Plan Chécrouit), au pied du mont Blanc ;
  - Le Breuil-Cervinia (domaine skiable du Matterhorn ski paradise (plateau Rosa)), près du Cervin relié à Zermatt en Suisse ;
  - Gressoney-La-Trinité (domaine skiable Monterosa Ski) au pied du mont Rose, relié à Champoluc, dans le haut val d'Ayas et Alagna, dans le Piémont ;
  - Crévacol (Saint-Rhémy-en-Bosses) ;
  - Gressoney-Saint-Jean (domaine skiable du Weissmatten) ;
  - La Thuile, reliée à la station de ski française de La Rosière à l'intérieur du domaine skiable Espace San Bernardo ;
  - Pila, relié directement à Aoste par une télécabine.
- Pour le ski de fond :
  - Cogne, au pied du massif du Grand-Paradis ;
  - Flassin (Saint-Oyen) ;
  - Lignan, dans le vallon de Saint-Barthélemy ;
  - Ollomont ;
  - Rhêmes-Notre-Dame.

Le domaine hors-piste est exceptionnel, et la pratique de l'héliski attirent des glisseurs de toute l'Europe. Dans la région on pratique aussi l'escalade sur les cascades glacées.

#### Agrotourisme
Voir liens externes sur le tourisme rural en Vallée d'Aoste, au fond de l'article
Les vallées de la Vallée d'Aoste regroupent un millier de hameaux et une centaine de châteaux qui s'égrènent le long des vallées, et dont les plus fameux : Fénis, Verrès, Saint-Pierre), sont bien conservés.
La Vallée est un haut-lieu de la randonnée, et le passage obligé de ceux qui font le Tour du Mont-Blanc ; ils bénéficient d'un vaste réseau de refuges ouverts, été comme hiver, à l'initiative du Club alpin italien.
Depuis 1983, l'agrotourisme est en développement avec une cinquantaine d'exploitants agricoles ouvrant leurs portes aux vacanciers. Les prestations offertes vont de la simple chambre à la maison indépendante tout équipée.

#### Thermalisme
Les eaux thermales en Vallée d'Aoste ont été redécouvertes au XVIIIe siècle (elles étaient déjà connues des Romains). À la Belle Époque, elles attiraient de très nombreuses personnalités. Les deux stations thermales les plus connues se trouvent à Saint-Vincent (Thermes de Saint-Vincent) et à Pré-Saint-Didier.

## Culture locale et patrimoine

### Lieux et monuments
Châteaux
Églises et sanctuaires

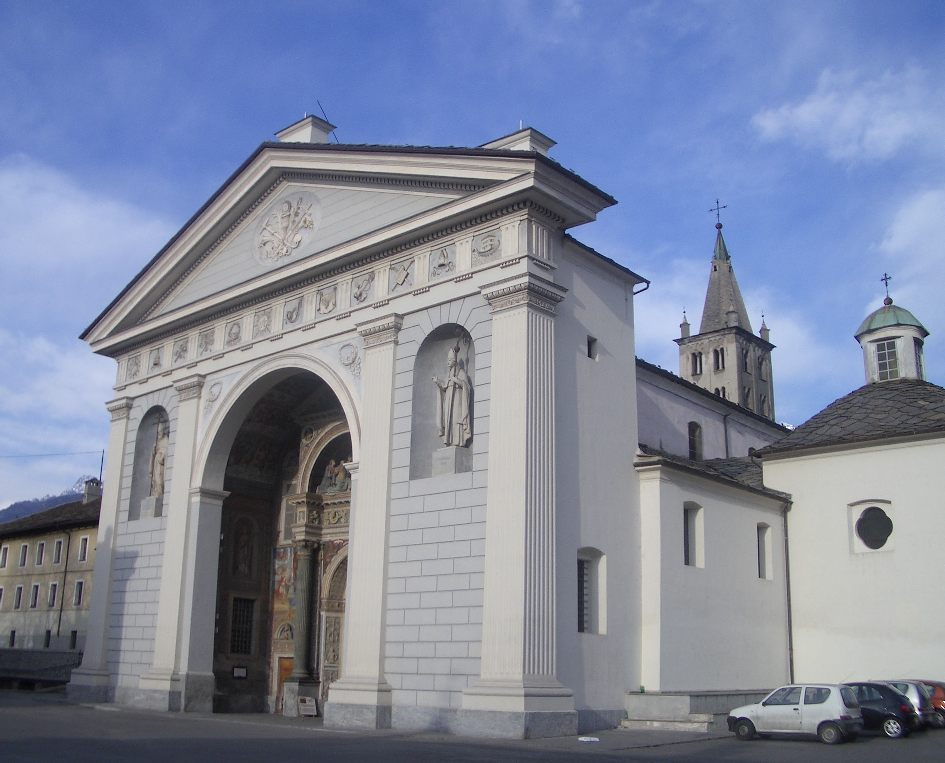
La cathédrale d'Aoste.

Les édifices religieux les plus importants de la Vallée d'Aoste, témoins de la forte foi catholique des Valdôtains, sont :
- cathédrale d'Aoste ;
- collégiale de Saint-Ours, à Aoste ;
- église Notre-Dame-de-l'Assomption, à Villeneuve ;
- église Saint-Étienne, à Aoste ;
- église Saint-Martin, à Arnad ;
- église Saint-Pantaléon, à Courmayeur ;
- ermitage de Saint-Grat ;
- ermitage de Saint-Julien, dans le val Clavalité ;
- sanctuaire consacré à saint Grat, à Valgrisenche ;
- sanctuaire de Cunéy, dans le vallon de Saint-Barthélemy ;
- sanctuaire de Fonteinte, à Saint-Rhémy-en-Bosses ;
- sanctuaire de Verdonaz, à Oyace ;
- sanctuaire de Voury, à Gaby ;
- sanctuaire du Misérin, à Champorcher ;
- sanctuaire Notre-Dame-de-la-Garde, à Perloz ;
- sanctuaire Notre-Dame-de-Guérison, au val Vény ;
- sanctuaire Notre-Dame de Plout, à Plout (Saint-Marcel) ;
- sanctuaire Notre-Dame-des-Neiges (de Machaby), à Arnad.

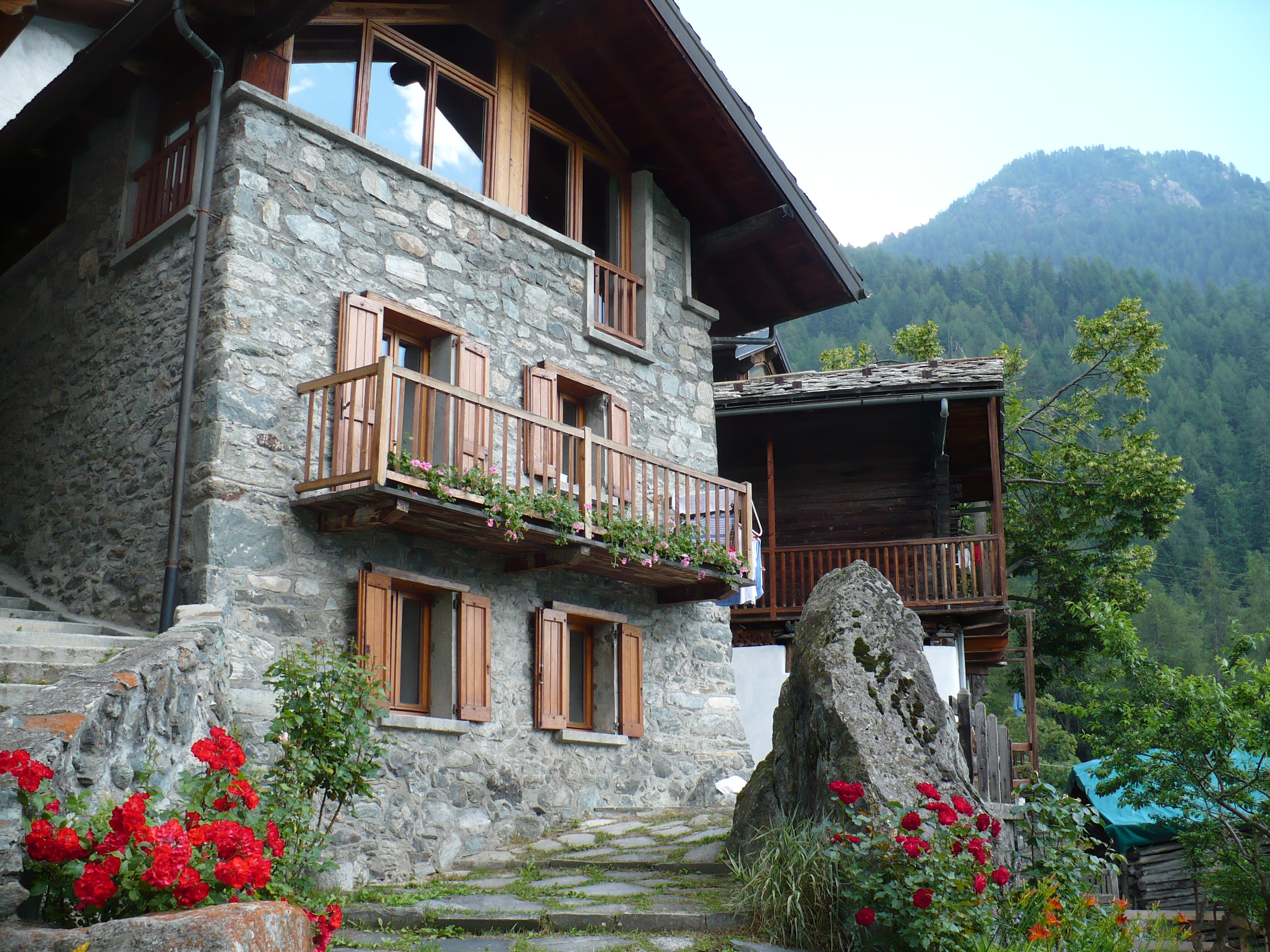
Une maison paysanne en style valdôtain à Crétaz, hameau de Valtournenche.
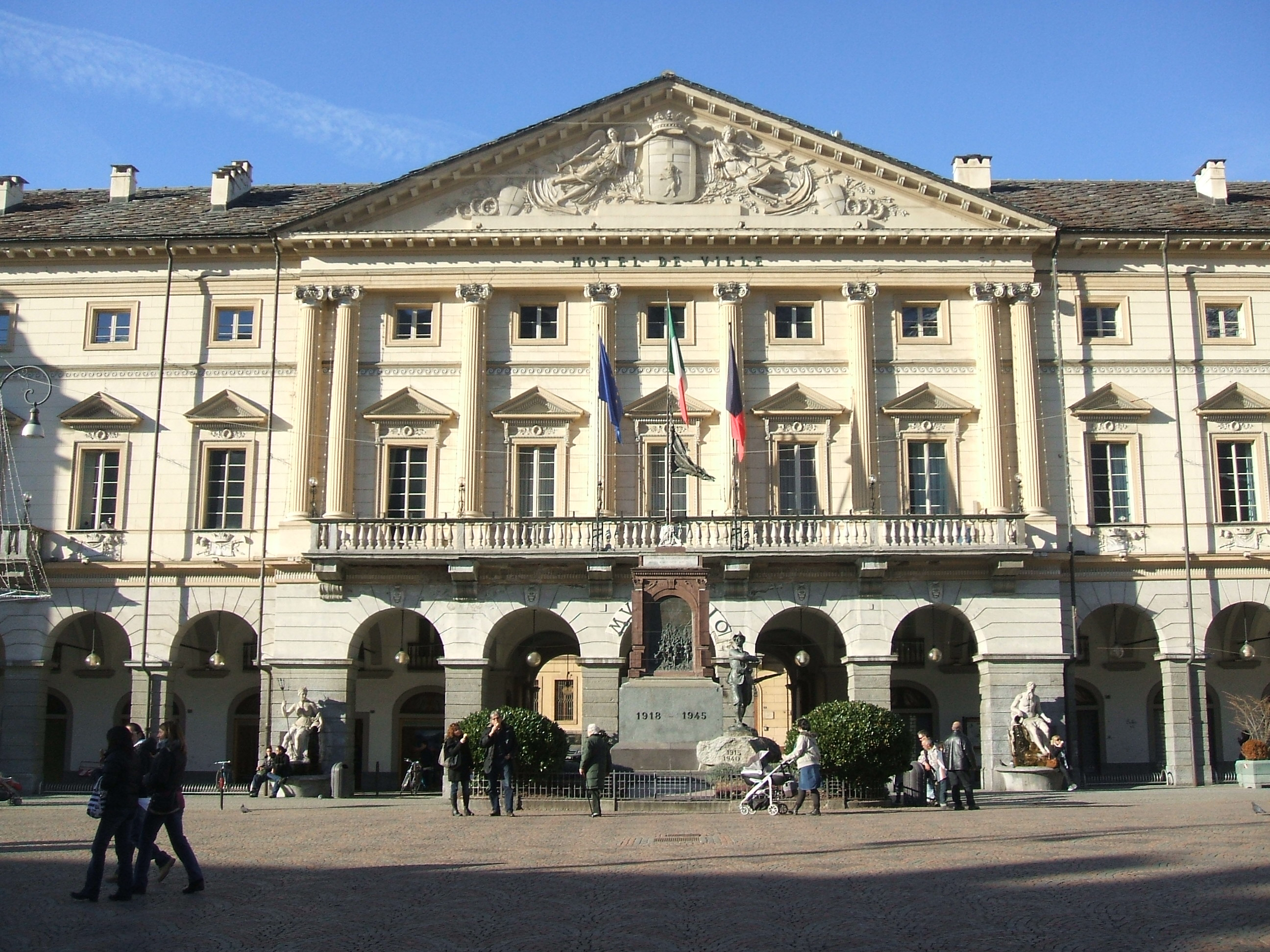
La place Émile-Chanoux à Aoste.
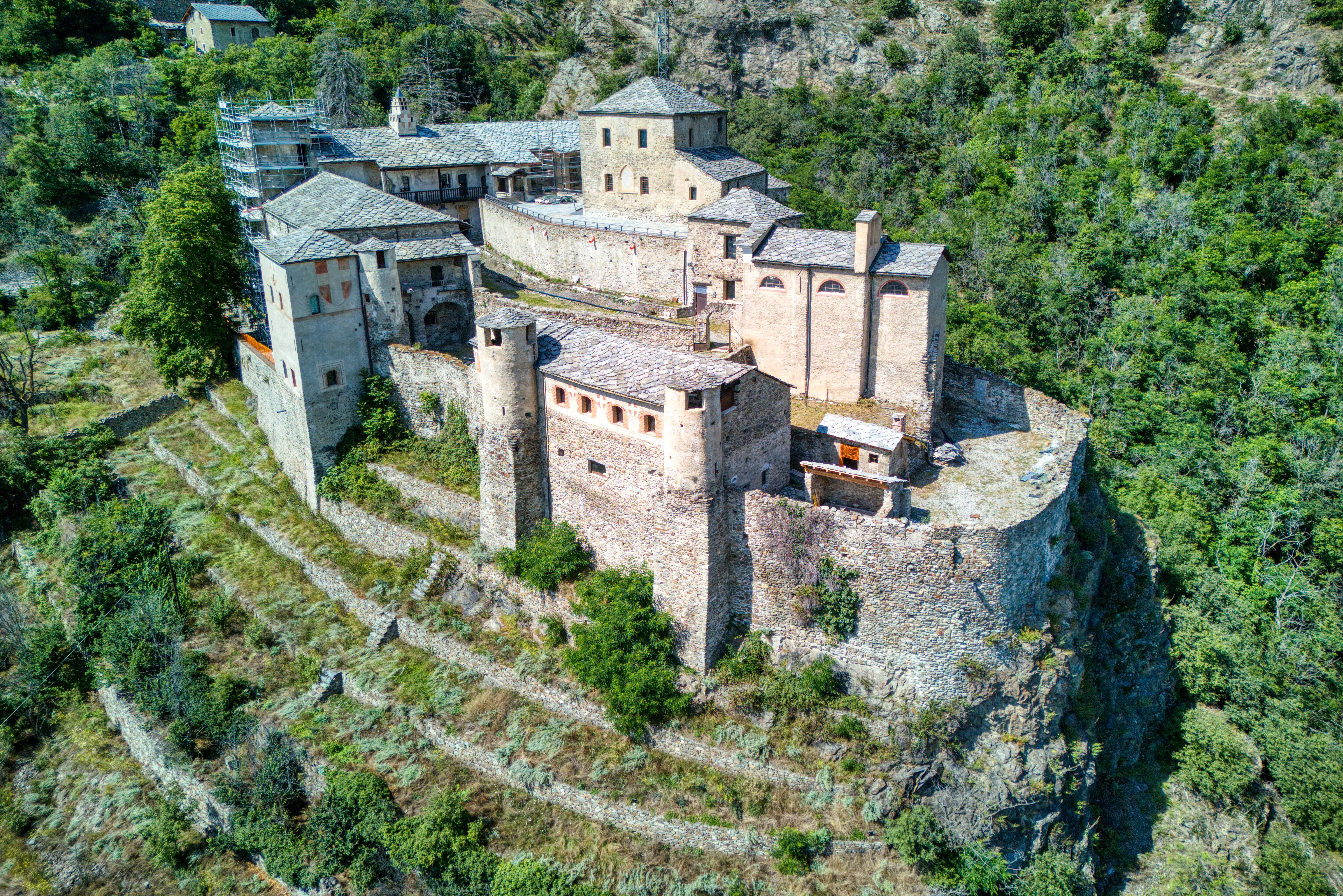
Le château de Quart.
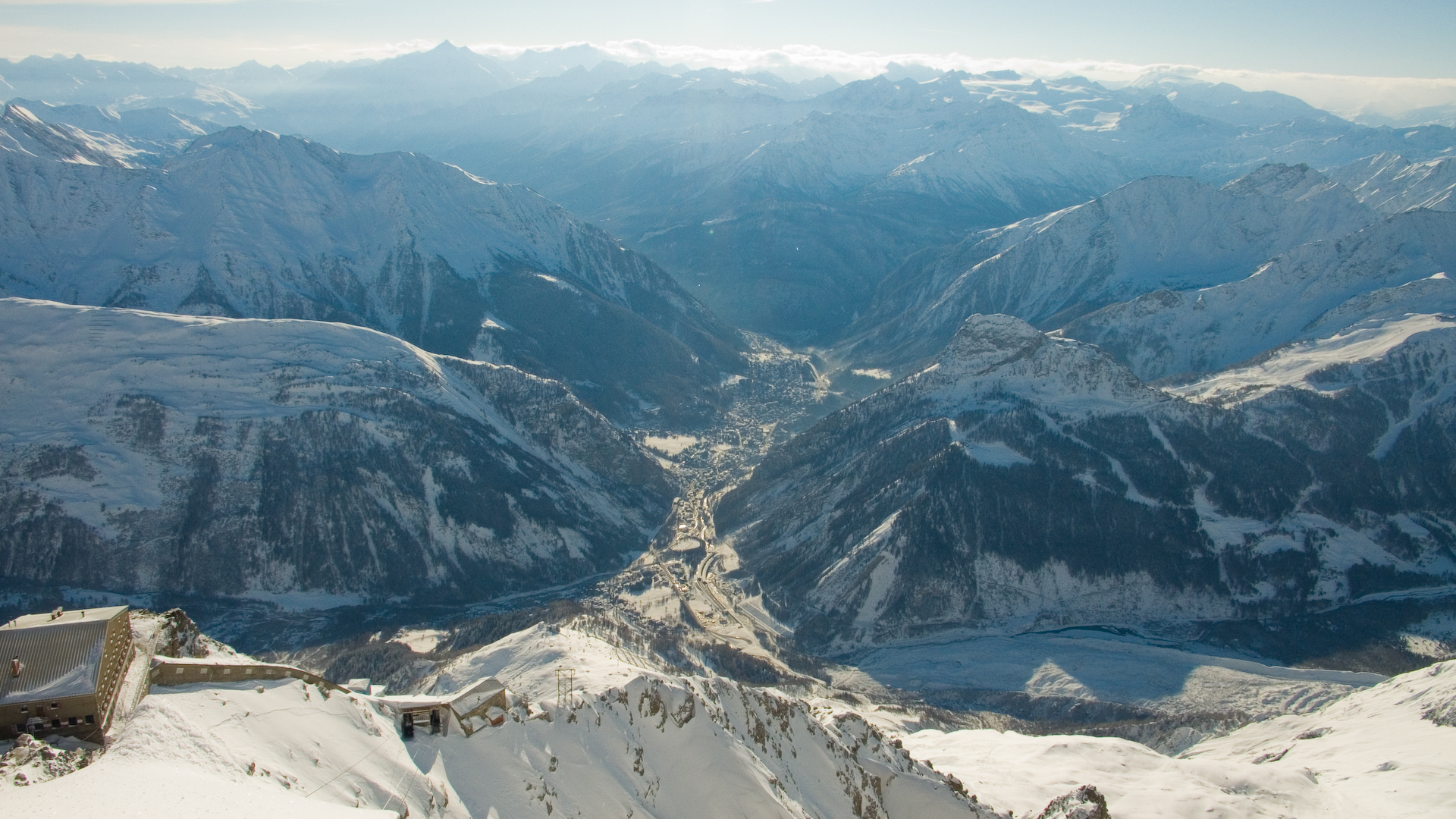
Courmayeur.
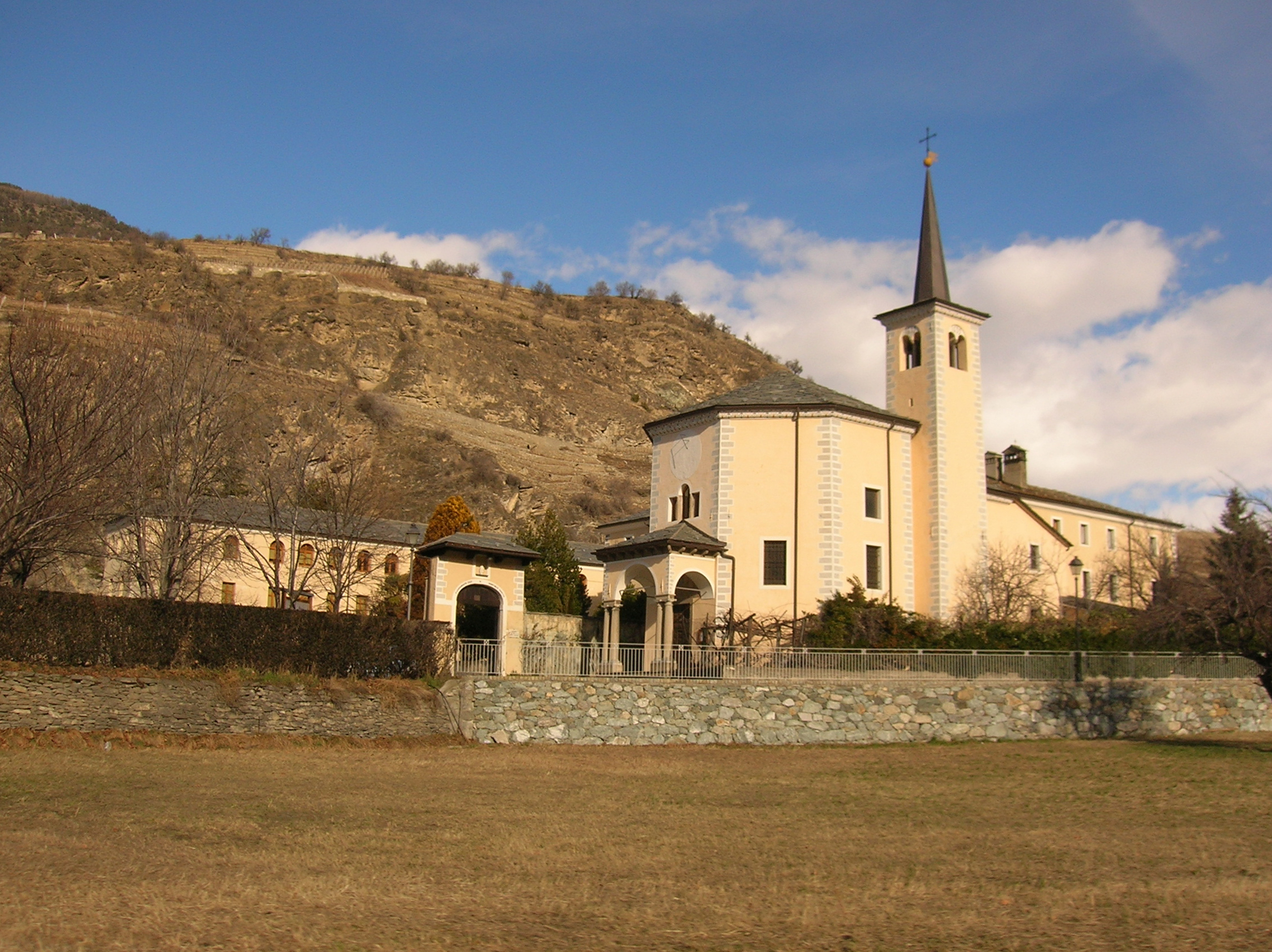
Le prieuré Saint-Jacquême à Saint-Pierre.

### Patrimoine culturel
La vallée possède son hymne : Montagnes valdôtaines.

#### Linguistique
Le multilinguisme valdôtain se compose de quatre variétés romanes (français, francoprovençal, italien, piémontais) et d'un dialecte germanique (le Walserdeutsch).
En application des dispositions de la loi constitutionnelle du 26 février 1948, l'État italien reconnaît le statut de langue officielle au français à côté de l'italien à tout niveau en Vallée d'Aoste, sauf dans le domaine judiciaire, dans lequel la présence d'un interprète doit être cependant assurée.
Le valdôtain, reconnu au niveau local et enseigné dans les écoles maternelles et primaires, est une variété du francoprovençal.
En Vallée d'Aoste, les procès-verbaux officiels de l'Assemblée des États puis du Conseil des Commis sont passés du latin au français dès 1536, soit trois ans avant qu'en France l'ordonnance de Villers-Cotterêts impose d'écrire tous les actes publics en « langue maternelle française »,,. Cependant la langue traditionnelle de la Vallée est le francoprovençal (ou arpitan), dans sa variante dialectale valdôtaine.
La Vallée d'Aoste connaît une longue mixité linguistique, surtout depuis que le français s'impose peu à peu comme norme linguistique au sein des États de Savoie, où elle constituait un passage obligé. Bien que la majeure partie du territoire soit incluse dans le domaine de locution du francoprovençal, le français est, depuis l'édit de Rivoli signé par Emmanuel-Philibert Ier le 22 septembre 1561, la seule langue utilisée pour les actes écrits, aussi bien officiels que personnels, et les sermons.
La vallée du Lys est cependant peuplée de descendants d'une population germanophone, les Walser. Les habitants de cette vallée parlent un dialecte alémanique semblable au tütsch suisse, notamment dans les communes de Gressoney-Saint-Jean et Gressoney-La-Trinité, où ce dialecte est appelé titsch, et dans la commune d'Issime, où il est appelé töitschu.
Sous la période fasciste de Benito Mussolini, la région subit une italianisation à outrance.
C'est après la Seconde Guerre mondiale que la Vallée d'Aoste obtient le statut de bilinguisme officiel actuel.
Dans le domaine scolaire, le décret législatif nº365 du 11 novembre 1946 (art.2) indique qu'il est obligatoire de connaître le français pour pouvoir enseigner dans les écoles valdôtaines. Selon les Statuts d'autonomie, en Vallée d'Aoste les langues française et italienne doivent être enseignées la même quantité d'heures (art.39), tandis que les autres matières peuvent être enseignées dans l'une ou dans l'autre langue. L'art.40 des Statuts autorise la Région autonome à adopter les normes et les programmes nationaux concernant l'enseignement des matières en langue française. Le décret du Président de la République nº861 du 31 octobre 1975 (art.5) précise qu'il faut réussir un examen de pleine connaissance du français, pour les italophones, ou bien de langue italienne pour les francophones. La loi italienne nº196 du 16 mai 1978 définit les modalités d'adaptation des programmes nationaux à l'enseignement des différentes matières en français et précise que les membres des jurys nationaux doivent connaître la langue française.
Au XXe siècle, la Vallée d'Aoste a perdu peu à peu sa particularité francophone. En 1921, lors du recensement linguistique voulu par Mussolini, 92 % des Valdôtains se déclarent de langue maternelle française.

Malgré un régime de large autonomie, la langue française continue à reculer après la Seconde Guerre mondiale, principalement sous l'action des médias italophones. Les émissions francophones, aussi bien à la télévision qu'à la radio, sont assez rares, surtout après la fermeture de Radio Mont-Blanc. Les émissions télévisées en français et en francoprovençal valdôtain sont concentrées le soir, après le JT régional.
De facto, l'italien est au XXIe siècle la langue la plus commune en Vallée d'Aoste.
Le francoprovençal n'est reconnu comme langue régionale qu'en 1992. Une loi régionale l'introduit comme langue d'apprentissage dans les écoles primaires.
En 1998 a été votée une loi régionale reconnaissant la communauté linguistique walser dans les trois communes de Gressoney-La-Trinité, Gressoney-Saint-Jean et Issime. Elle met notamment en place une Conférence permanente pour la sauvegarde de la langue et de la culture walser. Les habitants de ces trois îlots germanophones disposent, notamment à partir d'un certain âge, de compétences linguistiques quintuples, à savoir dans cinq idiomes différents : français, walser, francoprovençal, piémontais et italien.

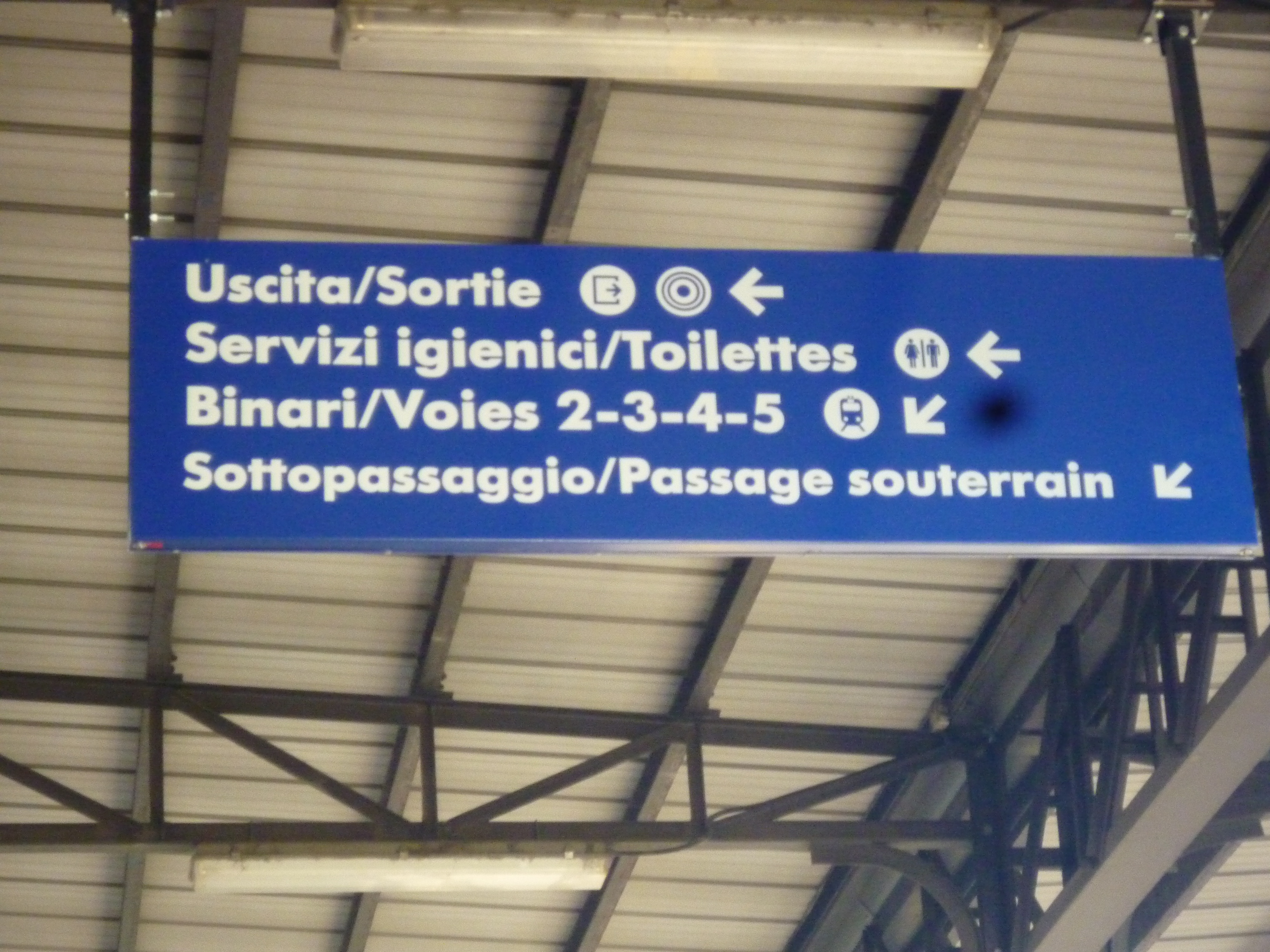
Panneau bilingue italien-français à la gare d'Aoste.
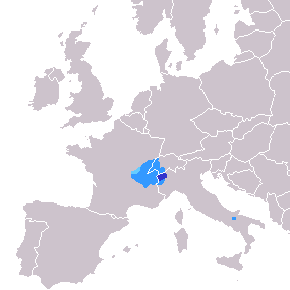
Diffusion du francoprovençal : bleu : protégé, azur : région historique, azur clair : zone de transition.
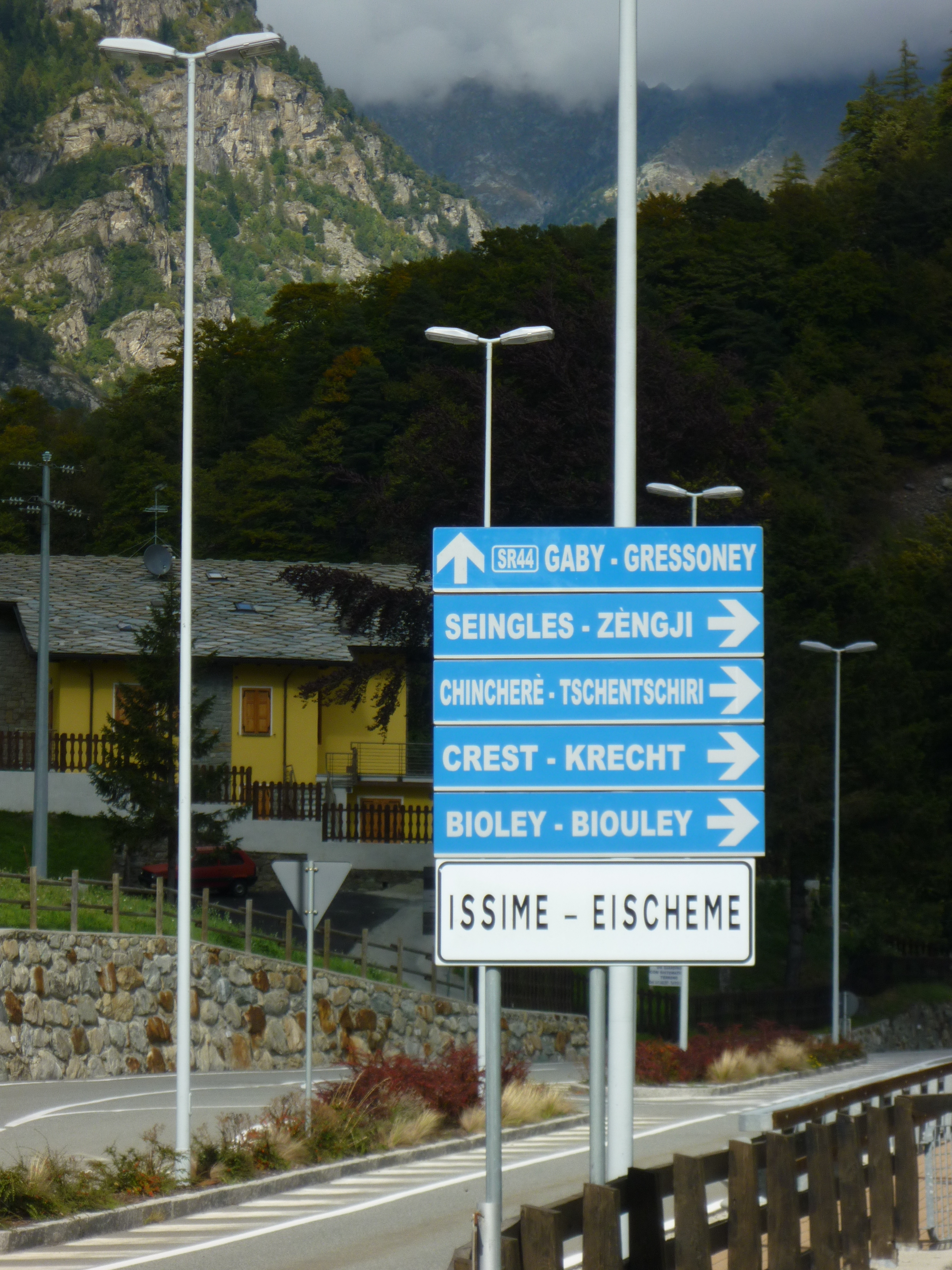
Panneaux routiers bilingues (français-Töitschu) à Issime.

Selon un sondage réalisé en 2001 par la fondation Émile Chanoux sur la base de 7 250 questionnaires recueillis, l'italien est la langue dominante dans tous les contextes, l'usage du français se limitant au niveau institutionnel et culturel, et l'usage familial du francoprovençal restant stable.
Une étude publiée en 2009 sur la langue maternelle et les compétences linguistiques donne cependant les résultats suivants, relevant une réalité plus homogène :
| langue maternelle | pourcentage |
| ----------------- | ----------- |
| langue italienne  | 71,50 %     |
| francoprovençal   | 16,20 %     |
| langue française  | 0,99 %      |

| compétences linguistiques | pourcentage |
| ------------------------- | ----------- |
| langue italienne          | 96,01 %     |
| langue française          | 75,41 %     |
| francoprovençal           | 55,77 %     |
| les trois langues         | 50,53 %     |

La Vallée d'Aoste est membre de l'Association internationale des régions francophones (AIRF) et de l'Assemblée parlementaire de la francophonie.

#### Noms de famille valdôtains
Favre et Cerise sont les noms de famille les plus diffusés, suivis par Bionaz, Vuillermoz, Blanc, Rosset, Perron et Pession.

#### Gastronomie
Outre ses soupes, dont la faveau, les produits et les mets valdôtains les plus connus sont :
- les fromages : la fontine, le fromadzo, la tomme de Gressoney, le salignon, le réblèque, la brossa et le séras ;
- les charcuteries : le lard d'Arnad, le jambon de Bosses, les boudins valdôtains (traditionnellement fait à la betterave rouge[33]), les saouceusses, la motsetta et le jambon à la braise de Saint-Oyen ;
- les plats, comme la côtelette à la valdôtaine, la carbonade valdôtaine, le civet à la valdôtaine ;
- les desserts, comme les tartes, les gâteaux à base de fruits des bois, les tuiles d'Aoste et les croustilles de Saint-Vincent ;
- les fruits : les châtaignes, les framboises, les myrtilles, les noix, les pommes reinettes, les poires Martin sec ;
- les vins DOC Vallée d'Aoste ;
- d'autres produits typiques, tels que : le miel, les herbes aromatiques de montagne, l'eau-de-vie et le génépy des Alpes.

#### Cinéma
En 2014, la vallée d'Aoste a accueilli une unité de tournage du film hollywoodien Avengers : L'Ère d'Ultron. En particulier, le fort de Bard et les villes d'Aoste et de Verrès (en tant que la ville balkanique imaginaire de Sokovia grad) ont été amplement gardés dans la version définitive de cette pellicule.

### Patrimoine naturel

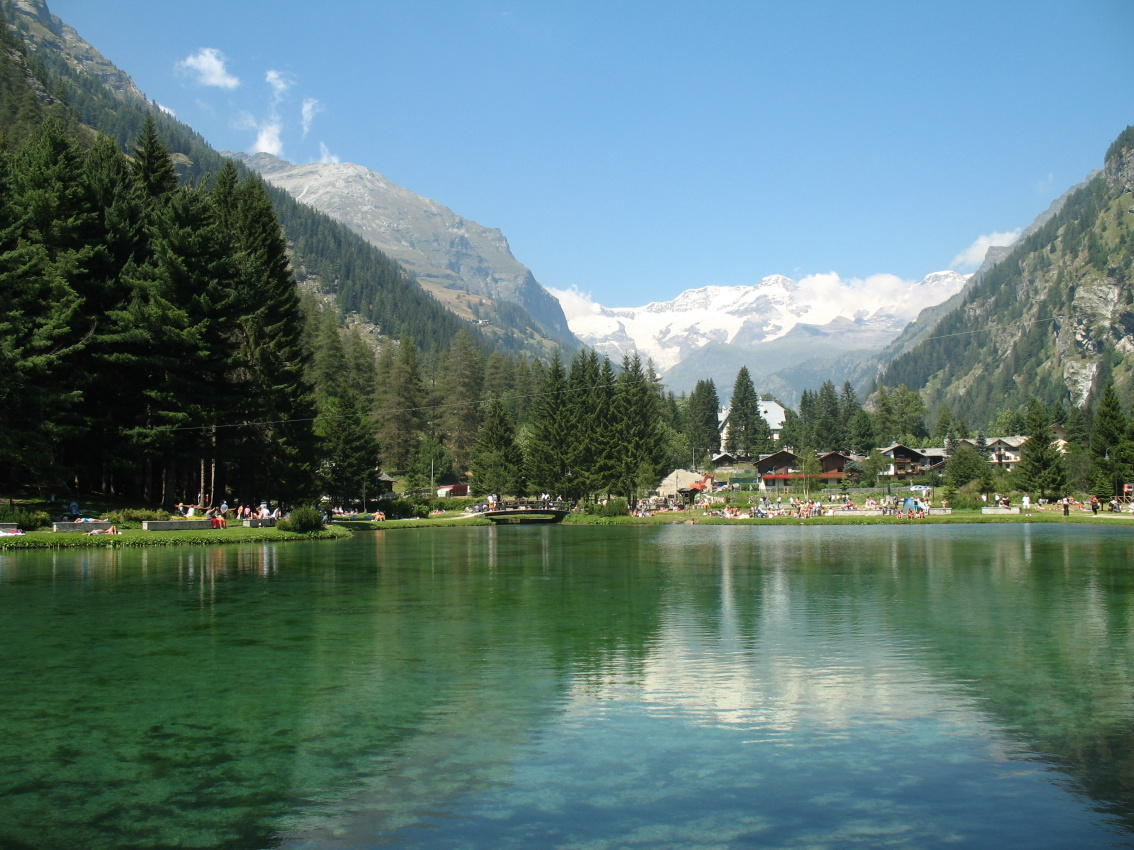
Le lac Gover à Gressoney-Saint-Jean.

Le statut spécial en vigueur en Vallée d'Aoste prévoit une section autonome du Corps forestier d'État, jouissant d'une large possibilité d'autogestion. Cela permet aux autorités régionales un contrôle très approfondi du territoire, afin d'en garantir la protection et la sauvegarde.

### Héraldique, logotype et devise
La Vallée d'Aoste (dénomination complète officielle Région autonome Vallée d'Aoste, non officielle en dialecte francoprovençal valdôtain Réjón otonomma Val d'Outa) est représentée par :
- un blason ;
- un gonfanon ;
- un drapeau.

#### Blason
Le blason de la région autonome Vallée d'Aoste présente est blasonné par cette inscription : De sable au lion d'argent armé et lampassé de gueules, l'écu timbré d'une couronne de région. Un ourlet en or a été ajouté, peut-être à cause d'une interprétation faussée. Depuis 1947, tous les véhicules immatriculés en Vallée d'Aoste présentent ce blason sur leur plaque.

#### Gonfanon
Le gonfanon valdôtain est formé par un drap divisé en deux parties, une noire à gauche et une rouge à droite.

#### Drapeau
Le drapeau valdôtain est formé par un rectangle de tissu divisé en deux parties, une noire à gauche et une rouge à droite. La version actuelle a été approuvée en 2006 et ne présente aucune inscription ni symbole.